# Heterolepidoderma gracile
Heterolepidoderma gracile is een buikharige uit de familie Chaetonotidae. Het dier komt uit het geslacht Heterolepidoderma. Heterolepidoderma gracile werd in 1927 voor het eerst wetenschappelijk beschreven door Remane. 